# Casalromano
Casalromano est une commune italienne de la province de Mantoue, dans la région Lombardie.

## Administration
| Période                                  | Période | Identité | Étiquette | Qualité |
| ---------------------------------------- | ------- | -------- | --------- | ------- |
|                                          |         |          |           |         |
| Les données manquantes sont à compléter. |         |          |           |         |

### Hameaux
Fontanella Grazioli

### Communes limitrophes
Asola, Canneto sull'Oglio, Fiesse, Isola Dovarese, Volongo